# Олейников, Дмитрий Эдуардович
Дмитрий Эдуардович Олейников (31 июля 1964, Москва, РСФСР, СССР) — советский спортсмен (скоростное плавание в ластах). Заслуженный мастер спорта СССР (1990).
10-кратный рекордсмен мира, 8-кратный чемпион мира, 7-кратный чемпион Европы, 15-кратный чемпион СССР.